# سمكة العلم طويلة الزعنفة
سمكة العلم طويلة الزعنفة هي نوع من أنواع أسماك الفراشة والتي يرجع أصلها إلى منطقة الهندي-الهادئ.
تُعرف أيضًا بأسماء أخرى في مناطق مختلفة، مثل:
- بوشامي (عمان)
- عماد (الإمارات العربية المتحدة)
- عماد كرب (قطر)
- مشط الروس (عمان)